# Laurent Quintreau
 (octobre 2017).
Laurent Quintreau est un écrivain français né en 1965, à Poitiers dans la Vienne (France).
Il fait partie des fondateurs de la revue littéraire Perpendiculaire. Il s'inspire dans ses romans de sa connaissance du monde du travail. En 2006, il publie Marge brute, qui révèle les dessous de la direction d'une grande entreprise. En 2009, paraît Mandalas, dans lequel se croisent publicitaires, artistes contemporains et moines tibétains. Dans La Chimie des trajectoires, une mouche traverse les règnes, de l'humain à l'animal et du végétal au minéral. Il est l'auteur d'un essai : Le Moi au pays du travail, paru en 2015. Ce qui nous guette, publié en 2018, est un roman d'anticipation.
Avec Ève et Adam (2023), il signe une fresque historique et génétique, en suivant une famille sur huit générations.

## Biographie
Laurent Quintreau passe son enfance à Niort (Deux-Sèvres). Après des études au lycée technique de Niort, il intègre une hypokhâgne et une khâgne à Poitiers.
En 1983 et 1984, il rencontre Nicolas Bourriaud, Christophe Duchatelet, Jean-Yves Jouannais et Christophe Kihm. De cette amitié, naîtra en 1985 la Société perpendiculaire : c'est une entreprise de fiction qui éleva l’idiotie, le ratage, le kitsch pavillonnaire ou la culture d'entreprise au rang d’objets d’études et d’explorations.
En 1995, ce groupe littéraire fonde à Paris La Revue perpendiculaire, qui publie de nombreux auteurs contemporains ; elle est éditée par les Éditions Michalon (1995-1996), puis chez Flammarion (1997-1998).
Laurent Quintreau y écrit sur les enjeux philosophiques de Tentative d’épuisement d’un lieu parisien de Georges Perec (« Perec-Pascal : 2-0 »), les leurres de l’anthropomorphisme ordinaire (« le concept de chien ne mange pas de croquette ») ou les projets médiumniques présentés au 4e congrès international de psychologie par le docteur Paul Gibier  (« les fantômes, c’est scientifiquement prouvé ! »).
Il signe des chroniques littéraires pour la revue Art press  et réalise des performances avec l’artiste Arnaud Labelle-Rojoux. En 2003, son Self free-fight est remarqué par la chorégraphe et critique Dominique Frétard.
Parallèlement, il travaille comme concepteur-rédacteur pour des agences de publicité. Membre de la CFDT, il est  secrétaire général du Betor-Pub CFDT. Son activité littéraire, artistique et théorique est nourrie de cette expérience de salarié et de responsable syndical.
Laurent Quintreau publie cinq romans ainsi qu’un essai :
- Marge brute, en 2006 ;
- Mandalas en, 2009 ;
- La Chimie des trajectoires, en 2014 ;
- Ce qui nous guette, en 2018 ;
- Ève et Adam en 2023 ;
- Le Moi au pays du travail, essai, en 2015.

Il a également publié dans la revue littéraire Décapage et la revue Cités (Philosophie, Politique, Histoire)
Il contribue à des ouvrages collectifs, collabore occasionnellement à la revue Esprit, écrit régulièrement pour Philonomist et Switch (on paper).
Membre du jury GESTES (Groupe d’études sur le travail et la souffrance au travail) pour le concours « Écrire le travail », il fait régulièrement des interventions dans le champ universitaire (Nanterre, Sciences-Po, CELSA, EHESS …).
Il est membre du jury du Prix du Roman d’Écologie (PRÉ) depuis 2021.

## Œuvre
Laurent Quintreau construit ses romans « comme un faisceau de points de vue qui divergent sur la même réalité et qui finalement la dissolvent. Le dépaysement qui en résulte met en question, à chaque fois, ce que nous avons l’habitude de percevoir comme réel ».
Dans Marge brute, publié en août 2006, le lecteur est « transposé » dans le cerveau des onze cadres supérieurs réunis autour d’une table pour un comité de direction. Composé sur le modèle de La Divine Comédie de Dante en trois chants, l’enfer, le purgatoire et le paradis, ce premier roman est décrit par la critique comme « affreusement drôle », ou qualifié de « brûlot jubilatoire au style haletant et féroce ». Marge brute a reçu le prix du premier roman du Doubs et a été traduit en plus de dix langues. Le prix de la meilleure traduction lui a été décerné en Angleterre ; il a connu en Allemagne un fort retentissement médiatique. Il a fait l’objet d’adaptations théâtrales, notamment au Gallus Theater de Frankfort en 2010.
Mandalas, paru en 2009, est un roman à la structure fragmentée, où se croisent sages tibétains, cadres supérieurs, neurologues et artistes en quête d’expériences esthétiques radicales. Il veut être en même temps un ouvrage d’initiation sur les états de mort imminente, la sainteté, la réincarnation, un conte philosophique sur les apories de la sagesse, l'art avant-gardiste et le monde de l'argent. Ce vaudeville mystique « dans sa texture comme dans son propos parvient à restituer l’esprit de ce temps d’ubiquité, d’amertume et de recherches maladroites de salut ».
La Chimie des trajectoires, en 2014, a pour héroïne une mouche, qui s‘invite dans des dédales d’immeubles parisiens et nous fait partager une série de scènes « dont l’accumulation prépare le terrain d’une catastrophe à venir ». « Formellement, cela donne un roman aux dialogues rares et à l’observation quasi clinique, sentiment encore renforcé par le titre des chapitres  — au hasard : Carbonifère, Décomposition, Implosion, Prédation, Désagrégation, Dissolution —  et surtout par les données climatiques et biologiques qui ponctuent chacun d’entre eux ».
Dans Le Moi au pays du travail, essai publié en octobre 2015, Laurent Quintreau expose comment la personne tente de se frayer un chemin dans « la grande fourmilière professionnelle minée par les objectifs chiffrés, le burn out et la peur du licenciement ». À partir d’une trentaine de trajectoires d’hommes et de femmes, « l’auteur se livre à une exploration de la manière dont le travail affecte la subjectivité ». Alternant saynètes et courts aperçus philosophiques (Quand mes désirs rencontrent l’ordre du monde, Le Grand Autre, Le Règne de la démesure), il relate « la métamorphose culturelle qu’a subie aujourd’hui le travail, agrégats d’activités extrêmement diverses, où la vie intime apparaît toujours plus réquisitionnée », et nous donne accès à une réalité « à peine dégagée de sa gangue de brutalité peu intelligible ».
En avril 2018, il publie le roman Ce qui nous guette, aux éditions Payot et Rivages. « Œuvre d’anticipation […] qui s’attaque à l’avenir scientifique de l’intelligence » et à « cette capacité de « mise en magie du réel » qui distingue l’être humain du microprocesseur », elle est composée d'« une succession de saynètes […] décrivant ce que devient la vie de tout un chacun, entre obligation d’excellence et terreur », où « Laurent Quintreau poursuit une œuvre dans laquelle la fiction contamine le réel ».
En janvier 2023, paraît Ève et Adam. À travers huit actes reproducteurs, huit générations d'une même famille sont mises en scène, illustrant les rapports entre les femmes et les hommes à travers les siècles. « Viol, adultère, désir partagé ou pas, devoir conjugal, droit de cuissage, sexe cool, mariage pour tous… Le désir dans tous ses états épouse les mutations des mœurs et de la société française sur presque deux siècles, depuis la révolution industrielle et les abus d’un patriarcat qui se conçoit pas sans ses esclaves, en gros les femmes et le prolétariat ».
Autour du fil conducteur de la fécondation - processus biologique à l'origine de la vie -, les relations entre les protagonistes se succèdent et ne se ressemblent pas : « être ouvrière en 1852, c’est se faire violer sans protester ; en 2013 le désir s’exprime crûment, la jouissance féminine compte et les lesbiennes peuvent se marier. En 2046, le consentement est la règle, avant de poursuivre une relation les femmes prélèvent des cheveux à leur amant d’un soir pour qu’une entreprise de « matching génétique » les analyse ». Fresque historique, sociale et génétique, « roman-somme, Ève et Adam nous parle finalement des jeux de l’amour et du hasard, et sans doute du danger qu’il y a, malgré les viols, les divorces, les vies malheureuses, les meurtres parfois, à vouloir éliminer  totalement le hasard ».

### Romans
- Marge brute, Paris, Denoël, août 2006, 2008.
- Mandalas, Paris, Denoël, août 2009.
- La Chimie des trajectoires, Paris, Payot et Rivages, août 2014.
- Ce qui nous guette, Paris, Payot et Rivages, avril 2018.
- Ève et Adam, Paris, Payot et Rivages, janvier 2024.

### Essais
- Le Moi au pays du travail, Paris, Plein Jour, octobre 2015.

### Articles
- « Perec-Pascal : 2-0 », Revue perpendiculaire, éditions Michalon, été 1996.
- « Le Concept de chien ne mange pas de croquettes », Revue perpendiculaire, éditions Flammarion, automne 1997.
- « Les Fantômes, c’est scientifiquement prouvé ! », Revue perpendiculaire, éditions Flammarion, été 1998.
- « François Jullien, pour une pensée élargie » (entretien), Art press, juillet-août 1998.
- « L’Idiot sauvera-t-il le monde ? », Minotaure, printemps 2003.
- « Y a-t-il une vie après le moi ? », Minotaure, printemps 2004.
- « Les Salariés dans les zones grises du droit », Esprit, positions, février 2013[27].
- « Un licenciement », Esprit, article dans dossier « peut-on raconter le chômage ? », novembre 2014[28].
- « Splendeurs et misères du travail créatif », Cadres Cfdt, décembre 2015[29].
- « L’Écheveau tissé par les ordonnances va dans le sens inverse du programme du candidat Macron », Le Monde, 21 septembre 2017.
- « L’Écrivain face aux lois du marché », L'économie politique N°079 – 07/2018.
- « Sort et ressorts de la motivation », Philonomist, 06/09/2019.
- « Face au changement », Philonomist, 03/12/2019.
- « La guerre au virus comme objet littéraire », Philonomist, 20/06/2020.
- « Covid-19 au travail : le grand retournement », Switch (on Paper), 3 mai 2020.
- « Les risques d'un biopouvoir disciplinaire », Revue Politique et Parlementaire, 30 novembre 2020.
- « Vivre et travailler en temps de guerre », Philonomist, 16/03/2022.
- « Faire feu de tout bois », Philonomist, 07/12/2022
- « Les métamorphoses de la masculinité (1852-2046). Un voyage littéraire », revue Cités 2024/1 (N° 97)

### Contributions, collectifs
- Membre-fondateur de la revue Perpendiculaire (1995-1998), revue littéraire trimestrielle (éditions Michalon 1995-1996, Flammarion 1996-1998)
- « Houellebecq et l’ère du flou », journal Le Monde (cosigné avec Nicolas Bourriaud, Christophe Duchatelet, Jean-Yves Jouannais, Christophe Kihm, Jacques-François Marchandise), 10 octobre 1998
- « Société perpendiculaire, rapport d’activité », éditions Images modernes, 2002
- « Le Chaos vu du bas », préface au catalogue de l’artiste Arnaud Labelle-Rojoux, Semiose Éditions, 2006
- « Qui veut être Sainte-Thérèse ? » (récit), in espaces, revue du CNES, juin 2013
- « Une fiction médiévale. Le voyage céleste de Sainte-Hildegarde de Bingen » actes de colloque, Corps. Poésie. Esthétique, sous la direction de Jonathan Pollock et Arnaud Villani, collection Études, Presses Universitaires de Perpignan, décembre 2016
- Depuis 2016 : membre du comité éditorial de la revue cadres cfdt
- Depuis 2016 : membre du jury GESTES (groupe d’Études Sur le Travail et la Souffrance au Travail) pour le concours « Écrire le travail »
- 2018 : « Changer le travail : du logos à la praxis, de la praxis à l’éthos », in Écrivons le travail : lycéens et chercheurs, regards croisés sur le travail (sous la direction de Claire Edey Gamassou et Sophie Prunier-Poulmaire), Octarès éditions, 2018
- 2023 : « Journal littéraire », revue Décapage n°67 (revue littéraire, Flammarion)
- 2024 : « Les métamorphoses de la masculinité (1852-2046). Un voyage littéraire », article dans dossier « Qu’est-ce qu’un homme aujourd’hui ? » revue Cités 2024/1 (N° 97)

### Expositions, théâtre, performances
- « La tapisserie » : exposition au Fonds régional d'art contemporain Provence Alpes Côtes d'Azur, curator, Eric Mangion, Marseille, 2002
- « Tuyauteries », pièce de théâtre, in « Rien à branler des chiens » d’Arnaud Labelle-Rojoux, éditions Frac Collection Aquitaine, janvier 2003
- « Self free-fight », performance, Le Plateau, janvier 2003, en duo avec l’artiste Arnaud Labelle-Rojoux dans le cadre de « 7 sets, un parcours artistique » (en partenariat avec le Plateau/Frac Ile-de-France)
- « La Femme Féminine », performance, dans le cadre de « Cabaret Schpountz », création d’Arnaud Labelle-Rojoux (partenariat Frac Provence-Alpes-Côte d’Azur) à la Friche Belle de mai de Marseille en 2003 et au CCC (Centre de Création Contemporaine) de Tours en 2004
- « La face cachée de l’Absolu », pièce de théâtre, in « Le cœur du mystère » de Xavier Boussiron et Arnaud Labelle-Rojoux, éditions Particules et Frac Collection Aquitaine, 2007